# Nikola Bartůšek
Nikola Bartůšek (ur. 11 maja 1985 w Czeskich Budziejowicach) – czeska socjolog i polityk, posłanka do Parlamentu Europejskiego X kadencji.

## Życiorys
Absolwentka Uniwersytetu Johannesa Keplera w Linzu oraz Uniwersytetu w Tampere. Na pierwszym z nich studiowała socjologię migracji, na drugim natomiast politykę społeczną i nauki polityczne. Pracowała jako nauczycielka i wykładowczyni oraz lektorka na kursach językowych dla dzieci. Specjalistka w kwestiach dotyczących migracji. Pracowała na kierowniczym stanowisku urzędniczym w Górnej Austrii, zajmując się sprawami migracji i azylu.
Dołączyła do prawicowego ruchu politycznego Přísaha, została jego przewodniczącą w kraju południowoczeskim. W wyborach w 2024 z ramienia koalicji Přísaha a Motoristé uzyskała mandat deputowanej do Parlamentu Europejskiego X kadencji.